# Pomatorhinus bornensis
Pomatorhinus bornensis — вид горобцеподібних птахів родини тимелієвих (Timaliidae). Мешкає в Південно-Східній Азії. До 2021 року вважався підвидом каштанової тимелії-криводзьоба .

## Підвиди
Виділяють два підвиди:
- P. b. occidentalis Robinson & Kloss, 1923 — Малайський півострів і Суматра;
- P. b. bornensis Cabanis, 1851 — Калімантан і острів Банка.

## Поширення і екологія
Pomatorhinus bornensis живуть у вологих рівнинних і гірських тропічних лісах.